# Данн-Сентер (Північна Дакота)
Данн-Сентер (англ. Dunn Center) — місто (англ. city) в США, в окрузі Данн штату Північна Дакота. Населення — 227 осіб (2020).

## Географія
Данн-Сентер розташований за координатами 47°21′11″ пн. ш. 102°37′22″ зх. д. / 47.35306° пн. ш. 102.62278° зх. д. (47.353134, -102.622785).  За даними Бюро перепису населення США в 2010 році місто мало площу 1,01 км², з яких 1,00 км² — суходіл та 0,00 км² — водойми.

## Демографія
Згідно з переписом 2010 року, у місті мешкало 146 осіб у 66 домогосподарствах у складі 38 родин. Густота населення становила 145 осіб/км².  Було 80 помешкань (79/км²).
Расовий склад населення:
| - 93,8 % — білих - 1,4 % — корінних американців |

До двох чи більше рас належало 4,1 %. Частка іспаномовних становила 1,4 % від усіх жителів.
За віковим діапазоном населення розподілялося таким чином: 21,9 % — особи молодші 18 років, 59,6 % — особи у віці 18—64 років, 18,5 % — особи у віці 65 років та старші. Медіана віку мешканця становила 39,2 року. На 100 осіб жіночої статі у місті припадало 105,6 чоловіків;  на 100 жінок у віці від 18 років та старших — 103,6 чоловіків також старших 18 років.
Середній дохід на одне домашнє господарство  становив 66 985 доларів США (медіана — 58 036), а середній дохід на одну сім'ю — 80 144 долари (медіана — 66 250). За межею бідності перебувало 2,1 % осіб, у тому числі 0,0 % дітей у віці до 18 років та 2,0 % осіб у віці 65 років та старших.
Цивільне працевлаштоване населення становило 115 осіб. Основні галузі зайнятості: освіта, охорона здоров'я та соціальна допомога — 23,5 %, сільське господарство, лісництво, риболовля — 23,5 %, будівництво — 12,2 %, виробництво — 7,8 %.